# Relayer
Albums de Yes
Tales from Topographic Oceans
(1973) Yesterdays
(1975)
Singles
1. Soon
Sortie : 8 janvier 1975

Relayer est le septième album studio du groupe de rock progressif Yes, sorti le 13 décembre 1974 sur le label Atlantic Records. Produit par Eddy Offord et Yes, il s'agit de l'unique album studio du groupe où apparaît Patrick Moraz, lequel rejoint le groupe en août 1974, après le départ de Rick Wakeman à la suite de la tournée du double album Tales from Topographic Oceans.

## Historique
Après la tournée de l'album précédent, Tales from Topographic Oceans, en 1974, le claviériste Rick Wakeman décide de quitter la formation parce qu'il ne comprend pas le concept et l'idée générale derrière Tales et ne suit plus la direction prise par Yes. Le groupe se trouve ainsi constitué de quatre musiciens, le chanteur Jon Anderson, le guitariste Steve Howe, le bassiste Chris Squire et le batteur Alan White.
Alors que le groupe se prépare pour le prochain album, il répète avec plusieurs claviéristes, dont Jean-Alain Roussel, qui a joué avec Cat Stevens, Andrew Pryce Jackman, ancien claviériste du groupe The Syn de Chris Squire, et Vangelis, ancien membre de Aphrodite's Child. Ce dernier se rend à Londres pour une audition, mais il refuse de prendre l'avion pour faire la tournée. Le groupe s'entend donc avec Patrick Moraz, claviériste suisse qui a joué avec Mainhorse et Refugee.
Pour cet album, le groupe adopte la même formule que pour Close to the Edge, avec une longue pièce qui occupe la face A et deux chansons plus courtes sur la face B.
L'album est enregistré chez Chris Squire dans sa maison appelée New Pipers à Virginia Water dans le comté de Surrey. Squire y a fait installer un studio d'enregistrement et l'album est enregistré avec l'aide du studio mobile d'Eddie Offord
Relayer reçoit un accueil favorable de la part des critiques et contribue à établir le groupe au rang des grands groupes progressifs des années 1970. Il se classe en 4e position au Royaume-Uni et 5e aux États-Unis dans les charts de musique rock.
La partie finale de The Gates of Delirium, intitulée Soon parait en single en janvier 1975 et est jouée lors des concerts du groupe à l'époque de Jon Anderson comme chanteur : ce dernier l’interprétera encore dans ses concerts solos. L'album est certifié or par la RIAA. En France, il entre dans le top 10 en se classant à la 9e place et obtient un disque d'or. Patrick Moraz apparaîtra sur le prochain album en concert du groupe, Yesshows avant de le quitter pour rejoindre The Moody Blues : Rick Wakeman reprendra alors sa place au sein de Yes, avant de nouveaux départs et retours.
La pochette est de nouveau illustrée par une peinture réalisée par Roger Dean.

## Liste des titres
- Tous les titres sont signés par Jon Anderson, Chris Squire, Steve Howe, Alan White et Patrick Moraz.

| 1. | The Gates of Delirium | 21:55 |

| 2. | Sound Chaser | 9:25 |
| 3. | To Be Over   | 9:06 |

| 4. | Soon (Single Edit)                         | 4:18  |
| 5. | Sound Chaser (Single Edit)                 | 3:13  |
| 6. | The Gates of Delirium (Studio Run-Through) | 21:16 |

## Musiciens
- Jon Anderson : chant, percussions, guitare acoustique, piccolo
- Steve Howe : guitare, pedal steel, guitare sitar Dan Electro, chœurs
- Chris Squire : basse, chœurs
- Patrick Moraz : piano, orgue Hammond, synthétiseur Minimoog, Mellotron
- Alan White : batterie, percussions

## Classements et certifications

### Classements
| Pays                          | Durée du classement | Meilleur classement | Date             |
| ----------------------------- | ------------------- | ------------------- | ---------------- |
| Allemagne (GfK Entertainment) | 2 semaines          | 27e                 | 15 janvier 1975  |
| Australie (AMR)               | 5 semaines          | 15e                 | 17 février 1975  |
| Canada (RPM)                  | 9 semaines          | 22e                 | 15 février 1975  |
| États-Unis (Billboard 200)    | 16 semaines         | 5e                  | 1er février 1975 |
| France (SNEP)                 | 8 semaines          | 9e                  | 25 janvier 1975  |
| Italie (FIMI)                 | 6 semaines          | 17e                 | 24 février 1975  |
| Norvège (VG-lista)            | 3 semaines          | 18e                 | 10 février 1975  |
| Pays-Bas (MegaCharts)         | 7 semaines          | 10e                 | 4 janvier 1975   |
| Royaume-Uni (UK Albums Chart) | 11 semaines         | 4e                  | 15 décembre 1974 |

### Certifications
| Pays       | Certification | Ventes    | Date             |
| ---------- | ------------- | --------- | ---------------- |
| États-Unis | Or            | 500 000 + | 18 décembre 1974 |
| France     | Or            | 100 000 + | 1983             |